# Gary Burton
Gary Burton (Anderson, Indiana; 23 de enero de 1943) es un músico, compositor, educador y  vibrafonista de jazz estadounidense.

## Biografía
Comenzó a aprender música a los seis años, y a partir de ahí aprendió a tocar la marimba y el vibráfono sobre todo de manera autodidacta. Empezó también a estudiar piano a los 16 años al acabar de recibir la educación secundaria en Princeton (Indiana). Burton cita al pianista Bill Evans como una fuente principal de inspiración en su manera de tocar el vibráfono.
Burton asistió a la Escuela de Música de Berklee, en Boston, durante el curso de 1960 a 1961. Tuvo de profesor a Herb Pomeroy y pronto hizo amistad con el compositor y arreglista Michael Gibbs. Tras establecer su carrera durante la década de 1960, Gary Burton volvió a formar parte del personal de la escuela de Berklee desde 1971 hasta el 2004, primero como profesor, después como decano y por último como vicepresidente ejecutivo durante la última década de su estancia.
En una etapa temprana de su carrera y a petición del saxofonista de Nashville Boots Randolph, Burton se desplazó a esa ciudad y llevó a cabo grabaciones con destacados músicos de allí, entre ellos los guitarristas Hank Garland y Chet Atkins y el pianista Floyd Cramer.
Después de una gira en 1963 por los Estados Unidos y el Japón con el pianista George Shearing, Burton estuvo tocando con el saxofonista Stan Getz de 1964 a 1966. En 1967, montó el Gary Burton Quartet con el guitarrista Larry Coryell, el baterista Roy Haynes y el bajista Steve Swallow. Anticipándose al jazz-rock de los 70, el primer disco del cuarteto, "Duster", combinaba rasgos del jazz, el country y el rock. De todas maneras, algunos de los álbumes anteriores de Burton (en especial "Tennessee Firebird" y "Time Machine", de 1966 uno y otro) ya habían mostrado su inclinación hacia la experimentación con diversos géneros de música popular. Después de que Coryell dejase el cuarteto a finales de los 60, Burton iría reclutando a reputados guitarristas como Jerry Hahn, David Pritchard, Mick Goodrick, Pat Metheny, John Scofield, Kurt Rosenwinkel y, en los últimos tiempos, Julian Lage para el proyecto Next Generation.
Tras ser nombrado en 1968 Jazzman del Año por la revista "Downbeat", con lo que se convirtió en la persona más joven que hubiera recibido ese galardón, y después de ganar un premio Grammy en 1972, Burton emprendió una colaboración con Chick Corea que dura ya 36 años, y que ha contribuido grandemente a popularizar el formato de dúo en el mundo del jazz. Más premios Grammy llegaron, ahora para la pareja, en los años 1979, 1981, 1997, 1999 y, por último, en el 2009 con el disco "The New Crystal Silence". Ya son 6 los discos que han grabado oficialmente como dúo.
Desde el 2004 hasta el 2008, Burton dirigió un programa semanal de jazz en la emisora de radio Sirius Satellite y desde septiembre del 2006 hasta abril de 2008, Burton llevó a cabo con Chick Corea una gira mundial de celebración de sus 35 años de trabajo juntos. Últimamente, Burton ha hecho giras y ha grabado con Pat Metheny, Steve Swallow y Antonio Sánchez (The Gary Burton Quartet Revisited), retomando con estos últimos la música del grupo de Gary Burton de los años 70.
Burton ha tocado con numerosos músicos de jazz, entre ellos Carla Bley, Gato Barbieri, Keith Jarrett, Chick Corea, Steve Lacy, Pat Metheny, Makoto Ozone, Adam Nussbaum, Tiger Okoshi, Stan Getz, Herbie Hancock, B.B. King, Wolfgang Muthspiel, Tommy Smith, Eberhard Weber y Stéphane Grappelli, y también con la primera figura del tango, Astor Piazzolla.

## Familia
Tras un primer matrimonio llevado a cabo en la veintena, Burton se desposó por segunda vez en 1975 con Catherine Goldwyn, nieta del famoso cineasta Samuel Goldwyn. Unida durante casi una década, la pareja tuvo dos hijos: Stephanie, que nació en 1978, y Sam, que nació en 1980. A mediados de los 80, Burton hizo lo que se llama "salir del armario" en una entrevista en el programa de radio de la NPR "Fresh Air", presentado por Terri Gross. Desde hace unos 5 años, Burton vive en Florida con su compañero Jonathan Chong.

## Estilo
"Burton ha desarrollado un estilo pianístico de tocar el vibráfono mediante el empleo de la técnica de 4 baquetas (2 en cada mano) como complemento y ampliación de la de 2 (una en cada mano), por lo que se le considera un innovador en este campo, y su técnica y su estilo son ampliamente imitados".
Su técnica particular consiste en la posición de la mano con el pulgar orientado hacia arriba, lo que hace que para algunas personas la mano esté más relajada y resulte más cómodo tocar, pero tiene el inconveniente de que una baqueta queda más en alto que la otra, por lo que no es fácil igualar el volumen del sonido de la superior y la inferior.
También es algo particular suyo en el jazz el empleo de la técnica de 6 baquetas (3 en cada mano). De todas maneras, ni una técnica ni otra son exclusivas suyas en el jazz, y menos en el ámbito general: en la música de marimba popular es frecuente el empleo de varias baquetas en cada mano. En general, el empleo de más de 4 baquetas en total no es necesario a efectos armónicos, y tiene otros fines más bien de carácter tímbrico o de refuerzo de alguna de las voces instrumentales.
"Burton es conocido también como uno de los pioneros del jazz de fusión, como popularizador del formato de dúo y por ser una figura de primer orden en el campo de la didáctica del jazz".[cita requerida]

## Discografía (selectiva)
- "After the Riot at Newport" (1960)
- "New Vibe Man in Town" (RCA, 1961)
- "Who Is Gary Burton?" (RCA, 1962)
- "Bob Brookmeyer and Friends" (1962)
- "3 in Jazz" (RCA, 1963)
- "Something's Coming" (RCA, 1963)
- "The Groovy Sound of Music" (RCA, 1964)
- "The Time Machine" (RCA, 1966)
- "Tennessee Firebird" (RCA, 1966)
- "Duster" (RCA, 1967)
- "Lofty Fake Anagram" (RCA, 1967)
- "A Genuine Tong Funeral" (RCA, 1968), con composiciones de Carla Bley
- "Gary Burton Quartet in Concert Live" (RCA, 1968)
- "Country Roads and Other Places" (RCA, 1968)
- "Gary Burton & Keith Jarrett" (Atlantic, 1969), con Sam Brown en el plantel de músicos
- "Throb" (Atlantic, 1969)
- "Good Vibes" (Atlantic, 1970)
- "Paris Encounter" (Atlantic, 1970), con Stéphane Grappelli
- "Live in Tokyo" (Atlantic, 1971)
- "Alone at Last" (Atlantic, 1971)
- "Crystal Silence" (ECM, 1972, con Chick Corea
- "The New Quartet" (ECM, 1973)
- "Seven Songs For Quartet And Chamber Orchestra" (ECM, 1974), con música de Mike Gibbs
- "Hotel Hello" (ECM, 1974), con Steve Swallow
- "Matchbook" (ECM, 1974), con Ralph Towner
- "Ring" (ECM, 1974), con Eberhard Weber
- "Dreams So Real" (1975), con música de Carla Bley (ECM)
- "Passengers" (ECM, 1976), con Eberhard Weber
- "Times Square" (ECM, 1978)
- "Duet" (ECM, 1979), con Chick Corea
- "Easy as Pie" (ECM, 1980)
- "In Concert, Zurich, October 28, 1979", con Chick Corea (ECM, 1980)
- "Picture This" (ECM, 1982)
- "Real Life Hits" (ECM, 1984)
- "Gary Burton and the Berklee All-Stars" (JVC, 1985)
- "Whiz Kids" (ECM, 1986)
- "Slide Show" (ECM, 1986), con Ralph Towner
- "Times Like These" (GRP, 1988)
- "The New Tango" (1988), con Astor Piazzolla
- "Reunion" (GRP, 1989), con Pat Metheny, Will Lee, Peter Erskine, Mitchel Forman
- "Right Time, Right Place" (GNP Crescendo, 1990)
- "Cool Nights" (GRP, 1991)
- "Six Pack" (GRP, 1992)
- "It's Another Day" (GRP, 1993)
- "Face to Face" (GRP, 1994)
- "Live in Cannes" (Jazz World, 1996)
- "Astor Piazzolla Reunion: A Tango Excursion" (Concord Jazz, 1996)
- "Departure" (Concord Jazz, 1997)
- "Native Sense", con Chick Corea (1997)
- "Like Minds", con Chick Corea, Pat Metheny, Roy Haynes y Dave Holland (1998)
- "Alone At Last" (solo álbum/CD) En directo: cortes 1 a 3 Montreux Jazz Festival 1971. Estudio: cortes 4 a 7. (32jazz, 1999)
- "Libertango: The Music of Astor Piazzolla" (Concord Jazz, 2000)
- "For Hamp, Red, Bags, and Cal" (Concord Jazz, 2001), dedicado a Lionel Hampton, Red Norvo, Milt Jackson y Cal Tjader
- "Virtuosi" (Concord, 2002)
- "Music of Duke Ellington" (LRC Ltd, 2003)
- "Generations" (Concord Jazz, 2004)
- "Next Generation" (Concord, 2005)
- "Live in Montreux 2002" (Eagle Eye, 2006)
- "L'Hymne a l'Amour" (2007), con Richard Galliano
- "The New Crystal Silence" (Concord Jazz 2008), con Chick Corea
- "Quartet Live" (Concord Jazz, 2009), con Pat Metheny, Steve Swallow y Antonio Sánchez

Las grabaciones de Burton que se hallan disponibles en discos de primera mano, incluyendo las del 2009, son sobre todo las de Atlantic Records,  ECM Records, GRP Records y el sello Concord Jazz, su casa de discos actual.

## Premios
Gary Burton ha sido propuesto como candidato a 15 Premios Grammy, y ha obtenido 6:
- 1972: Mejor solista de jazz por el álbum "Alone at Last"
- 1979: Mejor grupo de jazz por el álbum "Duet" (con Chick Corea)
- 1982: Mejor grupo de jazz por el álbum "In Concert, Zürich, October 28, 1979" (con Chick Corea)
- 1998: Mejor solo instrumental por la ejecución en "Rhumbata", del álbum "Native Sense" (con Chick Corea)
- 2000: Mejor ejecución de jazz por "Like Minds" (con Chick Corea, Pat Metheny, Roy Haynes y Dave Holland)
- 2009: Mejor álbum instrumental de jazz o mejor ejecución instrumental de jazz por el CD doble "The New Crystal Silence" (con Chick Corea)